# Міжнародні відносини Хорватії
Республіка Хорватія — суверенна держава на рубежах Центральної і Південно-Східної Європи та Середземномор'я, яка 25 червня 1991 року проголосила свою незалежність від Соціалістичної Федеративної Республіки Югославія. Хорватія — член Організації Об'єднаних Націй, Ради Європи, Європейського Союзу, Північноатлантичного альянсу, Світової організації торгівлі, Середземноморського союзу та низки багатьох інших міжнародних організацій. Станом на 2015 рік, Хорватія встановила дипломатичні відносини зі 174 країнами.
Головними завданнями хорватської зовнішньої політики у 90-х роках ХХ ст. було здобуття міжнародного визнання і членство в ООН. Після того, як цієї мети до 2000 року було досягнуто, двома основними цілями стали вступ у НАТО і в Євросоюз. Хорватія домоглася виконання обох цих завдань: у першому випадку — в 2009 році, у другому — в 2013. Поточні цілі Хорватії у зовнішній політиці — це входження в інституції ЄС та регіону, співпраця з партнерами по НАТО та зміцнення багатостороннього і двостороннього співробітництва.

## Історія
Зовнішня політика незалежної Хорватії зосередилася на дедалі більшій євроатлантичній інтеграції, насамперед на приєднанні до ЄС і НАТО. Щоб дістати доступ до європейських і трансатлантичних інституцій, країні довелося подолати багато негативних наслідків розпаду Югославії і спричиненої ним війни за незалежність, а також поліпшити і підтримувати добрі взаємини зі своїми сусідами.
Ключовими питаннями першого десятиліття нового тисячоліття були реалізація Дейтонських угод і Ердутської угоди, позбавлене дискримінації сприяння поверненню біженців і переміщених осіб часів війни 1991-95 років, у тому числі реституція власності для етнічних сербів, розв'язання прикордонних спорів зі Словенією, Боснією і Герцеговиною, Сербією і Чорногорією та загальна демократизація.
У 1996-1999 роках під час правління правої партії ХДС Хорватія була непослідовною у цих напрямах, при цьому жертвуючи своїми відносинами з ЄС і США, що істотно утруднювало просування Хорватії по шляху подальшої євроатлантичної інтеграції. Прогрес у справі Дейтонських і Ердутської угод та повернення біженців став очевидним у 1998 році, але зрушення було повільним і вимагало посиленої міжнародної співучасті.
Незадовільні показники реалізації Хорватією широких демократичних реформ у 1998 році породили питання про відданість правлячої партії основним демократичним засадам і цінностям. Стурбованість викликали обмеження свободи слова, контроль однієї партії над громадським телебаченням і радіо, придушення незалежних засобів масової інформації, несправедливе виборче законодавство, не до кінця незалежна судова система та недостатній захист прав людини і громадянина.
На парламентських виборах на початку 2000 було обрано лівоцентристський коаліційний уряд, який очолили хорватські соціал-демократи. Цей уряд поступово відмовився від контролю над державними медіа-компаніями і не наступав на свободу слова та незалежні ЗМІ, хоча і не завершив процес унезалежнення Хорватського радіотелебачення. Судові реформи також залишилися відкритим питанням.
Значні хорватські успіхи у міжнародних відносинах протягом цього періоду включають:
- долучення до програми НАТО «Партнерство заради миру» у травні 2000 року;
- вступ у Світову організацію торгівлі в липні 2000;
- підписання Угоди про стабілізацію та асоціацію з ЄС в жовтні 2001;
- приєднання до Плану дій щодо членства в НАТО в травні 2002;
- набуття членства в Центрально-європейській асоціації вільної торгівлі в грудні 2002;
- заявка на членство в ЄС у лютому 2003;
- повна співпраця з Гаазьким трибуналом і початок перемовин з ЄС про вступ в жовтні 2005.

Заява на вступ у ЄС була останнім істотним зовнішньополітичним кроком уряду Івіци Рачана, який у відповідь на питальник від Єврокомісії подав звіт на 7 000 сторінок.
Міжнародні відносини серйозно постраждали від вагання і зволікання уряду у справі видачі хорватського генерала Янка Бобетка Міжнародному трибуналові щодо колишньої Югославії та нездатність взяти під варту генерала Анте Готовіну для допиту в цьому суді.
Повернення біженців прискорилося з 1999 року, досягши свого піку в 2000 році, але потім дещо пішло на спад у 2001 і 2002 роках. Місія ОБСЄ в Хорватії продовжила стежити за поверненням біженців і досі фіксує порушення громадянських прав. Хорватські серби як і раніше мають проблеми з реституцією власності та їхнім включенням у програми допомоги з відбудови. У поєднанні з недостатніми економічними спроможностями в сільських районах колишньої Країни процес повернення викликає крайнє занепокоєння.

### Вступ в ЄС
На час подання заявки Хорватії в Євросоюз три держави-члени ЄС (Велика Британія, Нідерланди та Італія) ще не встигли ратифікувати Угоду про стабілізацію та асоціацію. Новий уряд Іво Санадера, обраний після виборів 2003 року, повторив запевнення в тому, що Хорватія виконає політичні зобов'язання, яких не вистачає, та прискорив видачу кількох звинувачених МТКЮ. Європейська комісія відреагувала на відповіді питальника, надісланого Хорватії 20 квітня 2004, позитивним висновком. Країна була остаточно прийнята кандидатом у члени ЄС в липні 2004. Невдовзі після цього Італія і Велика Британія ратифікували Угоду про стабілізацію та асоціацію, тоді як десять держав-членів ЄС, прийнятих у члени того року, ратифікували її всі разом на європейському саміті 2004 року. У грудні 2004 року лідери ЄС оголосили, що переговори з Хорватією про вступ розпочнуться 17 березня 2005 року за умови, що уряд Хорватії у повній мірі співробітничатиме з МТКЮ. Одначе головне питання — втеча генерала Готовіни — залишилося нерозв'язаним і попри рамкову угоду про перемовини щодо вступу, переговори не почалися у березні 2005. 4 жовтня 2005 Хорватія, нарешті, одержала зелене світло для перемовин про її прийняття після того, як головний прокурор МТКЮ Карла дель Понте офіційно заявила, що Хорватія повністю співпрацює з Трибуналом. Це було головною умовою для переговорів про вступ, висунутою міністрами закордонних справ країн ЄС. МТКЮ закликав інші південноєвропейські держави наслідувати хороший приклад Хорватії. Завдяки послідовній позиції Австрії під час зустрічі міністрів закордонних справ ЄС тривалий період нестабільності і взятої під сумнів рішучості хорватського уряду видати гаданих воєнних злочинців закінчився успішно. Хорватський прем'єр-міністр Іво Санадер заявив, що повне співробітництво з Гаазьким трибуналом триватиме. Процес приєднання також ускладнило наполягання члена ЄС Словенії на залагодженні прикордонних спорів цієї країни з Хорватією перш ніж остання вступить у ЄС.
Хорватія завершила переговори про приєднання 30 червня 2011, а 9 грудня 2011 підписала договір про вступ. 22 січня 2012 в Хорватії відбувся референдум про вступ в ЄС, де 66% учасників голосування висловилися за входження в Євросоюз. Процес ратифікації завершився 21 червня 2013, а набрання чинності приєднання Хорватії до ЄС відбулося 1 липня 2013 року.

## Поточні події
Основна мета хорватської зовнішньої політики — представництво в установах ЄС та регіону, співпраця з партнерами по НАТО і зміцнення багатостороннього та двостороннього співробітництва.
Урядовцями, відповідальними за зовнішню політику, є міністр закордонних і європейських справ Марія Пейчинович-Бурич та президент Колінда Грабар-Кітарович (станом на 2016).
Станом на 2009 рік, Хорватія утримує за кордоном мережу з 51 посольства, 24 консульств і вісьмох постійних дипломатичних представництв. Своєю чергою, у самій Хорватії є 52 іноземні посольства і 69 консульств, окрім того представництва таких міжнародних організацій, як Європейський банк реконструкції і розвитку, Міжнародна організація з міграції, Організація з безпеки і співробітництва в Європі, Всесвітній банк, Всесвітня організація охорони здоров'я, Міжнародний трибунал у справах колишньої Югославії, Програма розвитку ООН, Управління Верховного комісара ООН у справах біженців і ЮНІСЕФ.

## Міжнародні організації
Республіка Хорватія бере участь у роботі таких міжнародних організацій:
- РЄ,
- ЦЄІ,
- РЄАП,
- ЄБРР,
- ЄЕК,
- ЄС,
- ФАО,
- Група одинадцяти,
- МАБР,
- МАГАТЕ,
- МБРР,
- ІКАО,
- МКС,
- МРЧХіЧП,
- МАР,
- МФСР,
- МФК,
- МГО,
- МОП,
- МВФ,
- ММО,
- Міжнародна організація мобільного супутникового зв'язку,
- Intelsat,
- Інтерпол,
- МОК,
- МОМ,
- ISO,
- МСЕ,
- МКПС,
- Рух неприєднання (спостерігач),
- НАТО,
- ОАД (спостерігач),
- ОЗХЗ,
- ОБСЄ,
- ПАС,
- ПЗМ,
- SECI,
- ООН,
- Місія ООН у Сьєрра-Леоне,
- ЮНКТАД,
- ЮНЕСКО,
- ЮНІДО,
- Місія ООН в Ефіопії та Еритреї,
- Група військових спостерігачів ООН в Індії і Пакистані,
- ВПС,
- ВМО,
- ЗЄС (асоційований член),
- ВООЗ,
- ВОІВ,
- ВМО,
- ВТО,
- СОТ.

При Організації Об'єднаних Націй працює Постійний представник Хорватії.

## Іноземна підтримка
Хорватія одержує підтримку за донорськими програмами від таких організацій:
- ЄБРР
- ЄС
- МБРР
- МВФ
- USAID

У період із 1991 по 2003 роки ЄБРР безпосередньо інвестував у проекти в Хорватії загалом 1 212 039 000 євро.
1998 року американська підтримка в Хорватії надходила через Програму економічного розвитку Південно-Східної Європи (SEED), фінансування якої в Хорватії склало 23 250 000 доларів США. Більш ніж половина цих грошей була використана на фінансування програм сприяння сталому поверненню біженців і переміщених осіб. Близько третини допомоги було використано на зусилля з демократизації, а ще 5% коштів пішли на реструктуризацію фінансового сектора.
Фінансування Хорватії з боку USAID у 2002-2004 роках включає близько 10 млн дол. США на розвиток економіки, до 5 млн — на розвиток демократичних інститутів, близько 5 млн — на повернення населення, яке постраждало від війни, і від 2 до 3 млн — на «пом'якшення несприятливих соціальних умов і тенденцій». Чимраз більший обсяг фінансування виділяється на міжсекторальні програми боротьби з корупцією (трохи менше ніж один мільйон доларів).
Європейська комісія запропонувала заохотити зусилля Хорватії щодо вступу в ЄС двомастами сорока п'ятьма млн євро з програм допомоги PHARE, ISPA і SAPARD упродовж 2005 і 2006 років.

## Міжнародні спори
Від моменту розпаду Югославії відносини з сусідніми країнами дещо нормалізувалися. Почалася робота щодо політичного та економічного співробітництва в регіоні — і на двосторонній основі, і в рамках Пакту стабільності для Південно-Східної Європи з 1999 року.

### Боснія і Герцеговина

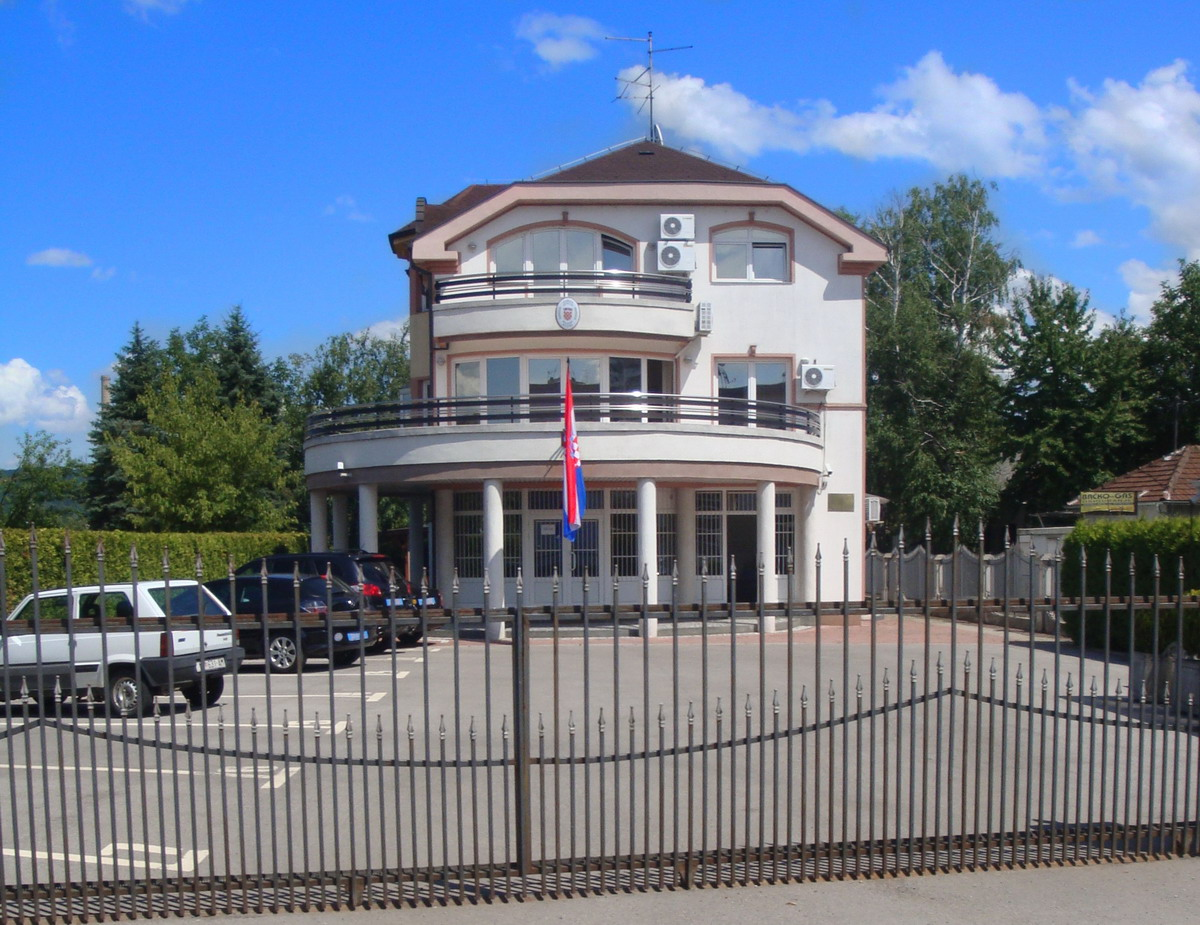
Генеральне консульство у Баня-Луці

Між Хорватією та Боснією і Герцеговиною тривають дискусії щодо різних ділянок спільного кордону — найдовшого кордону кожної з цих країн з будь-якою іншою державою.
Деякі відрізки річки Уна і села біля підніжжя гори Плєшевиця знаходяться в Хорватії, інші — у Боснії, що породжує надмірну кількість прикордонних переходів на одному маршруті і утруднює будь-який більш-менш істотний розвиток у цій місцевості. У зв'язку з цим залізнична гілка Загреб-Бихач-Спліт все ще закрита для значного руху.
Предметом обговорення є також кордон на річці Уна між Хорватською Костайницею на північному, хорватському боці річки та Босанською Костайницею на південному, боснійському боці. Річковим островом між цими двома містами володіє Хорватія, але на нього претендує і Боснія. Було збудовано спільний пункт перетину кордону, який функціонує з 2003 року і використовується без перешкод кожною зі сторін.
Герцеговинська громада Неум на півдні робить найпівденнішу частину Хорватії ексклавом, тому ці дві країни ведуть перемовини про особливі правила проїзду через Неум, які б згладили цю незручність. Нещодавно Хорватія вирішила збудувати міст на півострів Пелєшаць, щоб з'єднати хорватський материк з ексклавом, але Боснія і Герцеговина запротестувала з тих міркувань, що міст закриє їй доступ до міжнародних вод (хоча боснійсько-герцеговинська територія і води цілковито оточені хорватською територією і територіальними водами), та запропонувала, щоб міст був вище за 55 метрів для вільного проходу суден усіх типів. Переговори проводяться і досі.

### Італія
Відносини між Хорватією та Італією складаються значною мірою сердечно і доброзичливо, хоча з таких питань, як післявоєнне виселення італійців югославською владою з Істрії або Екологічно-риболовецька охоронна зона виникають періодичні інциденти.

### Чорногорія
Хорватія і Чорногорія мають глибоко прихований прикордонний спір через півострів Превлака.

### Сербія
Предметом спору є і кордон по Дунаю між Хорватією та Сербією, особливо в області Бараня, також острови Вуковар і Шаренград.

### Словенія
Хорватія і Словенія мають кілька суперечок щодо наземного і морського кордону між ними, здебільшого у Піранській затоці, з приводу
словенського доступу до міжнародних вод, кілька ізольованих ділянок землі на правому березі річки Драгоня, та навколо піку Света Гера.
Словенія противилася вимозі Хорватії встановити Екологічно-риболовецьку охоронну зону — економічну ділянку Адріатики.
Одне з інших питань, які ще належить повністю розв'язати, становлять заощадження хорватських вкладників у колишньому банку «Люблянська банка».

## Дипломатичні відносини

### Європа
| Країна               | Почато офіційні відносини                                | Примітки |
| -------------------- | -------------------------------------------------------- | --- |
| Албанія              | 1992-08-25                                               | Див. хорватсько-албанські відносини - Албанія має посольство в Загребі. - Хорватія має посольство в Тирані. - Обидві країни є повноправними членами НАТО. - МЗС Хорватії: перелік двосторонніх договорів з Албанією) |
| Андорра              | 1995-04-28                                               | - Хорватія представлена в Андоррі через своє посольство в Іспанії (у Мадриді). - Андорра представлена в Хорватії через своє посольство у Франції (у Парижі). |
| Вірменія             | 1994-07-08                                               | - Вірменія має своє посольство в Загребі. - Хорватія має своє посольство в Єревані. - МЗС Хорватії: перелік двосторонніх договорів із Вірменією |
| Австрія              |                                                          | Див. хорватсько-австрійські відносини - Австрія має посольство в Загребі та 4 почесні консульства в Дубровнику, Пулі, Рієці та Спліті. - Хорватія має посольство у Відні і 2 почесні консульства в Граці та Інсбруку. - З 1527 до 1918 року Хорватія і Австрія були частинами однієї держави — Австро-Угорської імперії, а хорватська область Далмація перебувала під австрійською адміністрацією. - Обидві країни є повноправними членами Євросоюзу. |
| Азербайджан          | 1995-01-26                                               | - Азербайджан має посольство в Загребі. - Хорватія має посольство у Баку. - Хорватське МЗС: перелік двосторонніх договорів з Азербайджаном |
| Білорусь             | 1992-09-25                                               | - Хорватія представлена у Білорусі через своє посольство в Росії (у Москві). - Білорусь представлена в Хорватії через своє посольство в Австрії (у Відні). - Держави підтримують свої двосторонні відносини через свої посольства у Москві. - 16 грудня 2002 року Білорусь, Росія, Україна, Словаччина, Угорщина і Хорватія підписали в Загребі міжурядову угоду про співробітництво в рамках проекту з інтеграції нафтопроводів «Дружба» і «Адрія». - Хорватське міністерство закордонних справ і європейської інтеграції: перелік двосторонніх договорів із Білоруссю - МЗС Республіки Білорусь — пошук для «Хорватія»                                                  |
| Бельгія              | 1992-03-10                                               | - Бельгія має посольство в Загребі і 2 почесні консульства у Дубровнику і Задарі. - Хорватія має посольство у Брюсселі і почесне консульство у Брюгге. - Обидві країни є повноправними членами ЄС і НАТО. - Хорватське міністерство закордонних справ і європейської інтеграції: перелік двосторонніх договорів із Бельгією |
| Боснія і Герцеговина | 1992-07-21                                               | - Хорватія має посольство в Сараєві і 4 консульства в Сараєві, Баня-Луці, Мостарі і Тузлі. - Боснія і Герцеговина має посольство в Загребі. - Хорватія та Боснія і Герцеговина були частинами однієї держави Югославії з 1918 по 1991 рік. - Хорвати є одним із трьох державотворчих народів Боснії і Герцеговини. - Обидві країни розділяє 932 км спільного кордону. |
| Болгарія             | 1992-08-13                                               | - Болгарія має посольство в Загребі. - Хорватія має посольство в Софії. - Обидві країни є повноправними членами ЄС і НАТО. - Хорватське міністерство закордонних справ і європейської інтеграції: перелік двосторонніх договорів із Болгарією |
| Кіпр                 | 1993-02-04                                               | - Хорватія представлена на Кіпрі через своє посольство в Італії (у Римі) і почесне консульство в Нікосії. - Кіпр представлений у Хорватії через своє посольство в Австрії (у Відні) і почесне консульство в Загребі. - Обидві країни є повноправними членами Євросоюзу. - Хорватське МЗС: перелік двосторонніх договорів із Кіпром |
| Чехія                | 1993-01-01                                               | - Хорватія має посольство у Празі. - Чехія має посольство в Загребі та 2 почесні консульства в Рієці і Спліті. - Обидві країни є повноправними членами ЄС і НАТО. - МЗС Хорватії: перелік двосторонніх договорів із Чехією |
| Данія                | 1992-02-01                                               | Див. хорватсько-данські відносини - Хорватія має посольство в Копенгагені і почесне консульство в Орхусі. - Данія має посольство в Загребі та 3 почесні консульства в Дубровнику, Рієці і Спліті. - Обидві країни є повноправними членами ЄС і НАТО. - Хорватське міністерство закордонних справ і європейської інтеграції: перелік двосторонніх договорів із Данією |
| Естонія              | 1992-03-02                                               | Див. хорватсько-естонські відносини - Хорватія представлена в Естонії через своє посольство у Фінляндії (в Гельсінкі). - Естонія представлена в Хорватії через своє посольство в Угорщині (у Будапешті). - Обидві країни є повноправними членами ЄС і НАТО. |
| Фінляндія            | 1992-02-19                                               | Див. хорватсько-фінські відносини - Хорватія має посольство в Гельсінкі. - Фінляндія має посольство в Загребі та 3 почесні консульства в Рієці, Спліті і Загребі. - Обидві країни є повноправними членами Євросоюзу. - Хорватське міністерство закордонних справ і європейської інтеграції: перелік двосторонніх договорів із Фінляндією - МЗС Фінляндії про відносини з Хорватією |
| Франція              | 1992-04-24                                               | Див. франко-хорватські відносини - Хорватія має посольство у Парижі і почесне консульство в Ліоні. - Франція має посольство в Загребі. - З 2004 року Хорватія є спостерігачем франкофонії. - Обидві країни є повноправними членами ЄС і НАТО. - Хорватське міністерство закордонних справ і європейської інтеграції: перелік двосторонніх договорів, укладених із Францією - МЗС Франції про відносини з Хорватією |
| Грузія               | 1993-02-01                                               | Див. грузинсько-хорватські відносини - Хорватія представлена в Грузії через своє посольство в Азербайджані (в Баку), раніше — через своє посольство в Греції (в Афінах) і консульство у Тбілісі. - Грузія представлена в Хорватії через своє посольство в Загребі, раніше — через своє посольство в Угорщині (у Будапешті). |
| Німеччина            | 1992-01-15                                               | Див. хорватсько-німецькі відносини - Хорватія має посольство у Берліні та 5 генконсульств у Дюссельдорфі, Франкфурті, Гамбурзі, Мюнхені і Штутгарті. - Німеччина має посольство в Загребі і почесне консульство у Спліті. - Обидві країни є повноправними членами ЄС і НАТО. |
| Греція               | 1992-07-20                                               | - Греція має посольство в Загребі. - Хорватія має посольство в Афінах і консульство в Солуні. - Обидві країни є повноправними членами ЄС і НАТО. - МЗС Хорватії: Перелік договорів між Хорватією та Грецією - Грецьке міністерство закордонних справ про відносини з Хорватією |
| Ватикан              | 1992-02-08                                               | - Хорватія має посольство резидента до Святого Престолу в Римі. - Апостольська Столиця має нунціатуру з нунцієм посольського рангу з додатковими привілеями в Загребі. - За даними перепису 2011 року, 86,28% хорватів — римо-католики. |
| Угорщина             | 1992-01-18                                               | Див. хорватсько-угорські відносини - Хорватія має посольство у Будапешті, генеральне консульство у Печі і почесне консульство в Надьканіжі. - Угорщина має посольство в Загребі та 2 почесні консульства в Рієці і Спліті. - З 1102 до 1527 Хорватія і Угорщина були у персональній унії, а з 1527 до 1918 року — в Австро-Угорській імперії, при цьому більша частина Хорватії перебувала під угорською адміністрацією. - Нині обидві країни розділяє 329 км спільного кордону. - Обидві країни є повноправними членами ЄС і НАТО. - МЗС Хорватії: Перелік двосторонніх договорів із Угорщиною                                                                           |
| Ісландія             | 1992-06-30                                               | - Хорватія представлена в Ісландії через своє посольство в Данії (в Копенгагені) та консульство в Рейк'явіку. - Ісландія представлена в Хорватії через своє посольство в Німеччині (у Берліні) та консульство в Загребі. - Ісландія — перша з цілком суверенних держав, яка визнала Хорватію як незалежну державу. (19 грудня 1991) - Обидві країни є повноправними членами НАТО. |
| Ірландія             | 1995-01-27                                               | Див. хорватсько-ірландські відносини - Хорватія має посольство і консульство у Дубліні. - Ірландія має посольство і консульство в Загребі. - Обидві країни є повноправними членами Євросоюзу. |
| Італія               | 1992-01-17                                               | - Хорватія має посольство в Римі, 2 генконсульства в Мілані і Трієсті та 5 почесних консульств у Барі, Флоренції, Монтемітро, Неаполі і Падуї. - Італія має посольство в Загребі, генконсульство в Рієці, консульство в Спліті та 2 почесні консульства у Бує і Пулі. - Хорватія та Італія мають спільний морський кордон. - Італія — найважливіший торговельний партнер Хорватії. - Обидві країни є повноправними членами ЄС і НАТО. - Хорватське міністерство закордонних справ і європейської інтеграції: перелік двосторонніх договорів з Італією |
| Косово               | 2008-06-30                                               | - Хорватія має посольство у Приштині. - Косово має посольство в Загребі. - Хорватія відрядила в Косово 27 своїх вояків. - МЗС Хорватії про відносини з Косово |
| Латвія               | 1992-02-14                                               | - Хорватія представлена в Латвії через своє посольство у Швеції (у Стокгольмі). - Латвія представлена в Хорватії через своє посольство в Чехії (у Празі) і почесне консульство в Загребі. - Обидві країни є повноправними членами ЄС і НАТО. - Хорватське міністерство закордонних справ і європейської інтеграції: перелік двосторонніх договорів з Латвією - МЗС Латвії про відносини з Хорватією |
| Ліхтенштейн          | 1992-02-04                                               | - Хорватія представлена в Ліхтенштейні через своє посольство у Швейцарії (у Берні). - Ліхтенштейн не представлений в Хорватії. |
| Литва                | 1992-03-18                                               | - Хорватія представлена в Литві через литовське відділення посольства Хорватії у Швеції (у Стокгольмі). - Литва представлена в Хорватії через своє посольство в Австрії (у Відні) та 2 консульства в Загребі і Стариграді. - Обидві країни є повноправними членами ЄС і НАТО. - Хорватське міністерство закордонних справ і європейської інтеграції: перелік двосторонніх договорів з Литвою - Литовське МЗС: перелік двосторонніх договорів з Хорватією (тільки литовською) |
| Люксембург           | 1992-04-29                                               | - Хорватія представлена в Люксембурзі через своє посольство у Бельгії (у Брюсселі). - Люксембург представлений у Хорватії через своє посольство в Німеччині (у Берліні). - Обидві країни є повноправними членами ЄС і НАТО. |
| Північна Македонія   | 1992-03-30                                               | - Хорватія має посольство у Скоп'є і генконсульство у Бітолі. - Македонія має посольство в Загребі та 2 консульства в Задарі і Рієці. - У 1918-1991 роках Хорватія і Македонія були частиною Югославії. - Хорватія — повноцінний член Євросоюзу і НАТО, тоді як Македонія є одним із кандидатів на вступ. |
| Мальта               | 1992-06-30                                               | Див. мальтійсько-хорватські відносини - Хорватія представлена на Мальті через своє посольство в Італії (в Римі). - Мальта представлена в Хорватії через своє генеральне посольство у Валетті та 2 почесні консульства в Загребі і Спліті. - Обидві країни є повноправними членами Євросоюзу. - Хорватське МЗС: перелік двосторонніх договорів з Мальтою - МЗС Мальти про відносини з Хорватією |
| Мальтійський орден   | 1992-12-22                                               | - Суверенний військовий Орден Мальти має посольство в Загребі. |
| Молдова              | 1992-07-28                                               | Див. хорватсько-молдовські відносини - Хорватія представлена у Молдові через своє посольство в Румунії (у Бухаресті). - Молдова представлена в Хорватії через своє посольство в Угорщині (у Будапешті). - Хорватське міністерство закордонних справ і європейської інтеграції: перелік двосторонніх договорів з Молдовою - Міністерство закордонних справ і європейської інтеграції Республіки Молдова про відносини з Хорватією |
| Чорногорія           | 2006-07-07                                               | Див. хорватсько-чорногорські відносини - Хорватія має посольство у Подгориці та консульство в Которі. - Чорногорія має посольство в Загребі і консульство в Дубровнику. - З 1918 до 1991 Хорватія і Чорногорія були частиною Югославії. - Відносини між двома країнами плекає Хорватсько-чорногорське товариство дружби «Croatica-Montenegrina». - Хорватія — повноправний член Євросоюзу і НАТО, а Чорногорія є одним із кандидатів на членство в обох організаціях. - Хорватське МЗС: перелік двосторонніх договорів із Чорногорією |
| Нідерланди           | 1992-04-23                                               | Див. хорватсько-нідерландські відносини - Хорватія має посольство в Гаазі. - Нідерланди мають посольство в Загребі та 3 почесні консульства в Дубровнику, Опатії і Спліті. - Обидві країни є повноправними членами ЄС і НАТО. - Хорватське міністерство закордонних справ і європейської інтеграції: перелік двосторонніх договорів з Нідерландами - Нідерландське МЗС про відносини з Хорватією (тільки голландською)[недоступне посилання з квітня 2019] |
| Норвегія             | 1992-02-20                                               | Див. хорватсько-норвезькі відносини - Хорватія має посольство в Осло. - Норвегія має посольство в Загребі та 2 консульства в Рієці і Дубровнику. - Обидві країни є повноправними членами НАТО. - Хорватське міністерство закордонних справ і європейської інтеграції: перелік двосторонніх договорів з Норвегією |
| Польща               | 1992-04-11                                               | Див. хорватсько-польські відносини - Хорватія має посольство у Варшаві і 5 консульств у Кракові, Познані, Білостоці, Бидгощі та Ополі. - Польща має посольство в Загребі та консульство в Опатії. - Польща має Управління військового аташе і Департамент сприяння торгівлі та інвестиціям Посольства Польщі в Загребі. - Обидві країни є повноправними членами ЄС і НАТО. - Хорватське міністерство закордонних справ і європейської інтеграції: перелік двосторонніх договорів із Польщею |
| Португалія           | 1992-02-03                                               | - Хорватія має посольство в Лісабоні та 2 почесні консульства у Фуншалі і Порто. - Португалія має посольство в Загребі. - Обидві країни є повноправними членами ЄС і НАТО. - Хорватське міністерство закордонних справ і європейської інтеграції: перелік двосторонніх договорів із Португалією |
| Румунія              | 1992-08-29                                               | Див. хорватсько-румунські відносини - Хорватія має посольство у Бухаресті. - Румунія має посольство в Загребі та консульство в Рієці. - Обидві країни є повноправними членами ЄС і НАТО. - Див. також істрорумуни - МЗС Хорватії: перелік двосторонніх договорів між Хорватією та Румунією |
| Росія                | 1992-05-25                                               | - Хорватія має посольство у Москві і почесне консульство в Калінінграді. - Росія має посольство в Загребі. - Обидві країни є повноправними членами Ради Європи та Організації з безпеки і співпраці в Європі. - Хорватське МЗС: перелік двосторонніх договорів із Росією |
| Сан-Марино           | 1993-02-11                                               | - Хорватія представлена в Сан-Марино через своє посольство в Італії (у Римі). - Сан-Марино представлено в Хорватії через своє Генеральне посольство в Сан-Марино. - За переказами, Сан-Марино було засновано 301 року скульптором Святим Марином з хорватського острова Раб. |
| Словаччина           | 1993-01-01                                               | Див. хорватсько-словацькі відносини - Хорватія має посольство у Братиславі. - Словаччина має посольство в Загребі і консульство в Осієку. - Обидві країни є повноправними членами ЄС і НАТО. - Хорватське міністерство закордонних справ і європейської інтеграції: перелік двосторонніх договорів зі Словаччиною |
| Словенія             | 1992-02-06                                               | - Хорватія має посольство в Любляні та 2 почесні консульства в Мариборі і Копері. - Словенія має посольство в Загребі і почесне консульство у Спліті. - Обидві країни мають спільний кордон протяжністю 670 км. - З 1918 до 1991 Хорватія і Словенія були частинами держави Югославії. - Обидві країни є повноправними членами ЄС і НАТО. |
| Сербія               | 1996-09-09 (потім як СР Югославія, включаючи Чорногорію) | Див. хорватсько-сербські відносини - Хорватія має посольство у Белграді та генконсульство в Суботиці. - Сербія має посольство в Загребі та 2 генконсульства в Рієці і Вуковарі. - Обидві країни ділить 241 км спільного кордону. - У 1918-1991 роках Хорватія і Сербія були частинами однієї держави Югославія. - Хорватія — повноправний член Євросоюзу, тоді як Сербія є кандидатом на вступ. |
| Іспанія              |                                                          | Див. хорватсько-іспанські відносини - Хорватія має посольство у Мадриді та 4 почесні консульства у Барселоні, Пальмі-де-Майорка, Памплоні і Севільї. - Іспанія має посольство в Загребі та 2 почесні консульства у Дубровнику і Спліті. - Обидві країни є повноправними членами ЄС і НАТО. |
| Швеція               | 1992-01-29                                               | Див. хорватсько-шведські відносини - Хорватія має посольство у Стокгольмі та 2 почесні консульства в Гетеборзі і Мальме. - Швеція має посольство в Загребі та 2 почесні консульства в Рієці і Спліті. - Обидві країни є повноправними членами ЄС і НАТО. - Хорватське міністерство закордонних справ і європейської інтеграції: перелік двосторонніх договорів зі Швеції |
| Швейцарія            | 1992-01-30                                               | Див. хорватсько-швейцарські відносини - Хорватія має посольство у Берні, генконсульство в Цюриху і почесне консульство в Лугано. - Швейцарія має посольство в Загребі, консульство у Спліті і почесне консульство у Смолянцях. - У Швейцарії проживають більш ніж 45 000 хорватів. - Хорватське міністерство закордонних справ і європейської інтеграції: перелік двосторонніх договорів, укладених зі Швейцарією - Швейцарський федеральний департамент закордонних справ про відносини з Хорватією |
| Туреччина            | 1992-08-26                                               | Див. Турецько-хорватські відносини - Хорватія має посольство в Анкарі і два генеральні консульства в Стамбулі та Ізмірі. - Туреччина має посольство в Загребі. - Обидві країни є повноправними членами НАТО. - Обидві з 2005 були кандидатами в ЄС (Хорватія стала державою-членом 1 липня 2013) - Туреччина має вЗагребі Управління військового аташе та Управління торговельного радника. - List of international treaties and acts signed between Хорватія and Turkey - МЗС Туреччини про відносини з Хорватією[недоступне посилання з липня 2019] |
| Україна              | 1992-02-18                                               | Див. хорватсько-українські відносини - Хорватія має посольство в Києві. - Україна має посольство в Загребі та 2 консульства в Задарі і Омішалі. |
| Велика Британія      | 1992-06-24                                               | Див. хорватсько-британські відносини - Сполучене Королівство має посольство в Загребі та 2 почесні консульства в Дубровнику і Спліті. - Хорватія має посольство в Лондоні і почесне консульство в Единбурзі. - У березні 2007 року обидві країни підписали стратегічне партнерство між Великою Британією та Хорватією, яким Сполучене Королівство повністю підтримує заявки про вступ Хорватії в ЄС і НАТО. - Нині обидві країни є повноправними членами ЄС і НАТО. - МЗС Британської співдружності про відносини з Хорватією - Хорватське міністерство закордонних справ і європейської інтеграції: перелік двосторонніх договорів, укладених зі Сполученим Королівством |

### Африка
| Країна              | Почато офіційні відносини | Примітки |
| ------------------- | ------------------------- | --- |
| Алжир               | 1992-10-15                | - Хорватія має посольство в Алжирі. - Алжир має посольство в Загребі. |
| Ангола              | 1994-11-16                | - Хорватія представлена в Анголі через своє посольство у Португалії (в Лісабоні). - Ангола представлена в Хорватії через своє посольство в Австрії (у Відні). |
| Бенін               | 2001-03-26                | - Хорватія представлена у Беніні через своє посольство у Франції (у Парижі). - Бенін представлений у Хорватії через своє посольство у Швейцарії (в Женеві). |
| Буркіна-Фасо        | 1995-05-18                | - Хорватія представлена у Буркіна-Фасо через своє посольство у Франції (у Парижі). - Буркіна-Фасо представлена в Хорватії через своє посольство в Австрії (у Відні) і консульство в Загребі. |
| Кабо-Верде          | 1994-08-13                | - Хорватія представлена в Кабо-Верде через своє посольство у Португалії (в Лісабоні). - Кабо-Верде не представлена в Хорватії. |
| Чад                 | 1999-09-17                | - Хорватія представлена в Чаді через своє посольство у Франції (у Парижі). - Чад не представлений в Хорватії. |
| Коморські Острови   | 1999-06-29                | - Хорватія представлена на Коморських островах через своє посольство у ПАР (у Преторії). - Коморські Острови не представлені в Хорватії. |
| Кот-д'Івуар         | 1995-10-17                | |
| Єгипет              | 1992-10-01                | - Хорватія має посольство в Каїрі та почесне консульство в Александрії. - Єгипет має посольство в Загребі. - Хорватське міністерство закордонних справ і європейської інтеграції: перелік двосторонніх договорів з Єгиптом |
| Еритрея             | 1999-06-04                | - Хорватія представлена в Еритреї через своє посольство в Єгипті (в Каїрі). - Еритрея не представлена в Хорватії. |
| Ефіопія             | 1995-10-17                | - Хорватія представлена в Ефіопії через своє посольство в Єгипті (в Каїрі). - Ефіопія не представлена в Хорватії. |
| Габон               | 2001-10-22                | - Хорватія представлена в Габоні через своє посольство у Марокко (в Рабаті). - Габон не представлений у Хорватії. |
| Гамбія              | 1998-10-16                | - Хорватія представлена в Гамбії через своє посольство у Великій Британії (в Лондоні). |
| Гана                | 1993-02-17                | - Хорватія представлена в Гані через своє посольство у Великій Британії (в Лондоні). - Гана представлена в Хорватії через своє посольство в Італії (в Римі). |
| Гвінея-Бісау        | 1995-10-19                | - Хорватія представлена у Гвінеї-Бісау через своє посольство у Португалії (в Лісабоні). - Гвінея-Бісау не представлена в Хорватії. |
| Кенія               | 1992-05-22                | - Хорватія представлена в Кенії через своє посольство у ПАР (у Преторії). - Кенія має консульство в Загребі, акредитоване при її посольстві в Італії (Рим). |
| Лесото              | 1998-11-06                | - Хорватія представлена в Лесото через своє посольство у ПАР (у Преторії). - Лесото представлене в Хорватії через своє посольство в Італії (в Римі). |
| Лівія               | 2000-03-30                | - Хорватія має посольство у Триполі. - Лівія має посольство в Загребі. - Хорватське міністерство закордонних справ і європейської інтеграції: перелік двосторонніх договорів з Лівією |
| Малі                | 1995-09-20                | - Хорватія представлена у Малі через своє посольство у Марокко (в Рабаті). - Малі представлене в Хорватії через своє посольство в Італії (в Римі). |
| Мавританія          | 2004-11-11                | - Хорватія представлена у Мавританії через своє посольство у Марокко (в Рабаті). - Мавританія не представлена в Хорватії. |
| Маврикій            | 1997-09-03                | - Хорватія представлена на Маврикії через своє посольство у ПАР (у Преторії). - Маврикій не представлений у Хорватії. |
| Марокко             | 1992-06-26                | - Хорватія має посольство в Рабаті. - Марокко представлене в Хорватії через своє посольство в Угорщині (у Будапешті). - Хорватське міністерство закордонних справ і європейської інтеграції: перелік двосторонніх договорів з Марокко |
| Мозамбік            | 1996-08-23                | - Хорватія представлена у Мозамбіку через своє посольство у ПАР (у Преторії). - Мозамбік не представлений у Хорватії. |
| Нігерія             | 1993-01-07                | - Хорватія представлена в Нігерії через своє посольство у Великій Британії (в Лондоні). - Нігерія представлена в Хорватії через своє посольство в Угорщині (у Будапешті). |
| Сан-Томе і Принсіпі | 1993-05-23                | - Хорватія представлена на Сан-Томе і Принсіпі через своє посольство у Португалії (в Лісабоні). - Сан-Томе і Принсіпі не представлені в Хорватії. |
| Сенегал             | 1997-10-01                | - Хорватія представлена в Сенегалі через своє посольство у Марокко (в Рабаті). - Сенегал не представлений у Хорватії. |
| Сейшельські Острови | 1997-09-30                | - Хорватія представлена на Сейшелах через своє посольство в у ПАР (у Преторії). - Сейшели не представлені в Хорватії. |
| ПАР                 | 1992-11-19                | Див. південноафрикансько-хорватські відносини - Хорватія має посольство у Преторії. - Південно-Африканська Республіка представлена в Хорватії через своє посольство в Угорщині (у Будапешті) і консульство в Загребі. - У Південній Африці живуть приблизно від 1 500 до 2 000 хорватів. - Станом на 2006, обидві країни мають торговельну угоду. - МЗС ПАР про відносини з Хорватією |
| Судан               | 1992-07-17                | - Хорватія представлена в Судані через своє посольство в Єгипті (в Каїрі). - Судан представлений у Хорватії через своє посольство в Італії (в Римі). |
| Танзанія            | 1993-07-02                | - Хорватія представлена в Танзанії через своє посольство у ПАР (у Преторії). - Танзанія представлена в Хорватії через своє посольство в Італії (в Римі). |
| Того                | 1993-12-20                | - Хорватія представлена в Того через своє посольство у Франції (у Парижі). - Того не представлене в Хорватії. |
| Туніс               | 1993-01-30                | - Хорватія представлена в Тунісі через своє посольство у Марокко (в Рабаті) та консульство в Туніс. - Туніс представлений у Хорватії через своє посольство в Австрії (у Відні) та консульство в Загребі. - Хорватське міністерство закордонних справ і європейської інтеграції: перелік двосторонніх договорів з Тунісом - МЗС Тунісу про відносини з Хорватією (тільки французькою)  |
| Уганда              | 1999-03-10                | - Хорватія представлена в Уганді через своє посольство у ПАР (у Преторії). - Уганда не представлена в Хорватії. |
| Замбія              | 1995-09-20                | - Хорватія представлена в Замбії через своє посольство у ПАР (у Преторії). - Замбія представлена в Хорватії через своє посольство у Франції (у Парижі). |

### Азія

#### Близький і Середній Схід
| Країна            | Почато офіційні відносини | Примітки |
| ----------------- | ------------------------- | --- |
| Бахрейн           | 1993-01-18                | - Хорватія представлена у Бахрейні через своє посольство в Єгипті (в Каїрі). - Бахрейн не представлений у Хорватії. |
| Іран              | 1992-04-18                | Див. ірано-хорватські відносини - Хорватія має посольство в Тегерані. - Іран має посольство і культурний центр Загребі. - Хорватія та Іран підписали 24 угод про співробітництво. |
| Ірак              | 2005-01-05                | - Хорватія представлена в Іраку через своє посольство у Багдаді. - Ірак представлений у Хорватії через своє посольство в Австрії (у Відні). |
| Ізраїль           | 1997-09-04                | Див. ізраїльсько-хорватські відносини - Хорватія має посольство в Тель-Авіві та 4 консульства в Ашдоді, Кесарії, Єрусалимі і Кфар-Шмар'ягу. - Ізраїль має посольство в Загребі. - Хорватське міністерство закордонних справ і європейської інтеграції: перелік двосторонніх договорів з Ізраїлем - МЗС Ізраїлю: Посольство Ізраїлю в Загребі |
| Йорданія          | 1994-06-29                | - Хорватія представлена в Йорданії через своє посольство в Єгипті (в Каїрі) і консульство в Аммані. - Йорданія представлена в Хорватії через своє посольство в Італії (у Римі) та консульство в Загребі. - Хорватське міністерство закордонних справ і європейської інтеграції: перелік двосторонніх договорів з Jordan |
| Кувейт            | 1994-08-10                | - Хорватія представлена в Кувейті через своє посольство в Катарі (в Досі). - Кувейт представлений у Хорватії через своє посольство через своє посольство в Чехії (у Празі) і консульство в Загребі. |
| Ліван             | 1994-12-05                | - Хорватія представлена в Лівані через своє посольство в Каїрі та консульство у Бейруті. - Ліван представлений у Хорватії через своє посольство в Австрії (у Відні). - Обидві країни є повноправними членами Середземноморського союзу. |
| Катар             | 1992-12-05                | - Хорватія має посольство в Досі. - Катар має посольство в Загребі. |
| Саудівська Аравія | 1995-06-08                | Див. Хорватсько-саудівські відносини - Хорватія представлена в Саудівській Аравії через своє посольство в Єгипті (в Каїрі). - Саудівська Аравія не представлена в Хорватії, але громадянам, які потребують якої-небудь допомоги, радять звертатися у посольство Саудівської Аравії у БіГ (в Сараєві). |
| Сирія             | 1997-08-29                | - Хорватія представлена в Сирії через своє посольство в Єгипті (в Каїрі) і консульство в Дамаску. - Сирія представлена в Хорватії через своє посольство в Угорщині (у Будапешті). - 18 січня 2013 МЗС Хорватії заявило, що «Хорватія, як і весь Європейський Союз, визнає Національну коаліцію сирійських революційних і опозиційних сил єдиними законними представниками сподівань сирійського народу». - Хорватське міністерство закордонних справ і європейської інтеграції: перелік двосторонніх договорів із Сирією |
| ОАЕ               | 1992-06-23                | - Хорватія представлена в Об'єднаних Арабських Еміратах через своє посольство в Єгипті (в Каїрі). - Об'єднані Арабські Емірати представлені в Хорватії через своє посольство в Німеччині (у Берліні). |
| Ємен              | 1993-01-17                | - Хорватія представлена в Ємені через своє посольство в Єгипті (в Каїрі). - Ємен представлений у Хорватії через своє посольство в Австрії (у Відні) та консульство в Загребі. |

#### Центральна Азія
| Країна       | Почато офіційні відносини | Примітки |
| ------------ | ------------------------- | --- |
| Афганістан   | 1996-01-03                | - Хорватія представлена в Афганістані через своє посольство в Туреччині (в Анкарі). - Хорватські президенти Стіпе Месич, Іво Йосипович і Колінда Грабар-Кітарович кілька разів відвідували Афганістан. - Хорватія відрядила в Афганістан кількасот своїх службовців у рамках місії НАТО «Рішуча підтримка». Вони зайняті в навчанні інших вояків і не беруть участі у бойових діях. - Хорватське міністерство закордонних справ і європейської інтеграції: перелік двосторонніх договорів з Афганістаном |
| Казахстан    | 1992-10-20                | Див. хорватсько-казахстанські відносини - Хорватія представлена в Казахстані через своє посольство в Астані і консульство в Алмати. - Казахстан представлений у Хорватії через своє посольство в Загребі та через консульства в Дубровнику і Умазі. - Президент Казахстану Нурсултан Назарбаєв відвідував Хорватію в 2001 і 2006 роках. Хорватські високопосадовці, включаючи президента Месича, прем'єр-міністра Зоран Мілановича та міністра закордонних справ Весну Пусич також відвідували Казахстан. - Хорватське міністерство закордонних справ і європейської інтеграції: перелік двосторонніх договорів з Казахстаном |
| Киргизстан   | 1996-12-23                | - Хорватія представлена в Киргизстані через своє посольство в Туреччині (в Анкарі). |
| Туркменістан | 1996-07-02                | - Хорватія представлена в Туркменістані через своє посольство в Туреччині (в Анкарі). - Туркменістан представлений у Хорватії через своє посольство в Румунії (у Бухаресті). - Президенти Хорватії Стіпе Месич (2008) та Іво Йосипович (2014), як і прем'єр-міністр Хорватії Зоран Міланович та міністр закордонних і європейських справ Хорватії Весна Пусич (5 грудня 2014) відвідали Туркменістан. - Президент Туркменістану Гурбангули Бердимухамедов відвідав Хорватію у 2009 році. - Хорватське міністерство закордонних справ і європейської інтеграції: перелік двосторонніх договорів із Туркменістаном              |
| Узбекистан   | 1995-02-06                | - Хорватія представлена в Узбекистані через своє посольство в Туреччині (в Анкарі). |

#### Південна Азія
| Країна    | Почато офіційні відносини | Примітки |
| --------- | ------------------------- | --- |
| Індія     | 1992-07-09                | Див. хорватсько-індійські відносини - Хорватія має посольство в Нью-Делі та 2 консульства у Мумбаї і Колкаті. - Індія має посольство в Загребі. - Хорватське міністерство закордонних справ і європейської інтеграції: перелік двосторонніх договорів з Індією |
| Мальдіви  | 1997-04-08                | - Хорватія представлена на Мальдивах через своє посольство в Індії (у Нью-Делі). - Мальдиви не представлені в Хорватії. |
| Непал     | 1998-02-06                | - Хорватія представлена в Непалі через своє посольство в Нью-Делі та консульство в Катманду. - Непал представлений у Хорватії через своє посольство у Швейцарії (у Женеві). |
| Пакистан  | 1994-07-20                | Див. пакистансько-хорватські відносини - Хорватія представлена у Пакистані через своє посольство в Ірані (в Тегерані). - Пакистан представлений у Хорватії через своє посольство у Боснії і Герцеговині (в Сараєві) і почесне консульство в Загребі. - Хорватське міністерство закордонних справ і європейської інтеграції: перелік двосторонніх договорів із Пакистаном |
| Шрі-Ланка | 1997-02-14                | - Хорватія представлена у Шрі-Ланці через своє посольство в Нью-Делі та консульство в Коломбо. - Шрі-Ланка представлена в Хорватії через своє посольство в Австрії (у Відні) та консульство в Загребі. |

#### Південно-Східна Азія
| Країна        | Почато офіційні відносини | Примітки |
| ------------- | ------------------------- | --- |
| М'янма        | 1999-09-03                | |
| Камбоджа      | 1996-09-10                | - Хорватія представлена в Камбоджі через своє посольство у Малайзії (у Куала-Лумпурі). - Камбоджа не представлена в Хорватії. |
| Індонезія     | 1992-09-03                | - Хорватія має посольство в Джакарті. - Індонезія має посольство в Загребі. - Хорватське міністерство закордонних справ і європейської інтеграції: перелік двосторонніх договорів з Індонезією |
| Лаос          | 1996-03-04                | - Хорватія представлена в Лаосі через своє посольство у Малайзії (в Куала-Лумпурі). |
| Малайзія      | 1992-05-04                | - Хорватія представлена у Малайзії через своє посольство в Куала-Лумпурі. - Малайзія має посольство в Загребі. |
| Філіппіни     | 1993-02-25                | - Хорватія має посольство у Манілі. - Філіппіни мають посольство в Загребі. - Хорватське міністерство закордонних справ і європейської інтеграції: перелік двосторонніх договорів із Філіппінами |
| Сінгапур      | 1992-11-23                | - Хорватія представлена в Сингапурі через своє посольство в Індонезії (у Джакарті). - Сингапур не представлений у Хорватії. - Хорватське міністерство закордонних справ і європейської інтеграції: перелік двосторонніх договорів із Сингапуром |
| Таїланд       | 1992-09-09                | - Хорватія представлена в Таїланді через своє посольство в Індонезії (у Джакарті) та через консульство у Бангкоку. - Таїланд представлений у Хорватії через своє посольство в Угорщині (у Будапешт) та через консульство в Загребі. - Хорватське міністерство закордонних справ і європейської інтеграції: перелік двосторонніх договорів із Таїландом |
| Східний Тимор | 2003-02-05                | - Хорватія представлена в Східному Тиморі через своє посольство в Австралії (в Канберрі). - Збройні сили Хорватії входили до складу операції ООН з підтримання миру у Східному Тиморі. |
| В'єтнам       | 1994-07-01                | - Хорватія представлена у В'єтнамі через своє посольство у Малайзії (в Куала-Лумпурі). - В'єтнам представлений у Хорватії через своє посольство в Угорщині (у Будапешті). - Хорватське міністерство закордонних справ і європейської інтеграції: перелік двосторонніх договорів із В'єтнамом - МЗС В'єтнаму про відносини з Хорватією                  |

#### Східна Азія
| Країна                  | Почато офіційні відносини | Примітки |
| ----------------------- | ------------------------- | --- |
| КНР (материковий Китай) | 1992-05-13                | Див. хорватсько-китайські відносини - Хорватія має посольство у Пекіні та генеральне консульство в Гонконгу. - Китай має посольство в Загребі. - 16 травня 2002 президент Хорватії Стіпе Месич перебував у Китаї з офіційним візитом, а китайський президент Ху Цзіньтао наніс офіційний візит у Хорватію 19 червня 2009. - 21 травня 2007 Пекін відвідала міністр закордонних європейських справ Колінда Грабар-Кітарович, побувавши у столиці Китаю вдруге вже як Президент Хорватії 13-18 жовтня 2015. - МЗС Китаю про відносини з Хорватією - Хорватське міністерство закордонних справ і європейської інтеграції: перелік двосторонніх договорів із Китаєм                             |
| Японія                  | 1993-03-05                | Див. хорватсько-японські відносини - Хорватія має посольство в Токіо. - Японія має посольство в Загребі. - Принцеса Саяко відвідав Хорватію в 2002. - Хорватське МЗС: перелік двосторонніх договорів з Японією - МЗС Японії про відносини з Хорватією |
| Монголія                | 1993-03-10                | - Хорватія представлена у Монголії через своє посольство в Китаї (у Пекіні) та консульство в Улан-Баторі. - Монголія представлена в Хорватії через своє посольство в Австрії (у Відні) та консульство в Загребі. - Хорватський президент Стіпе Месич відвідав Монголію у серпні 2008, а президент Монголії Цахіагійн Елбегдорж відвідав Хорватію 19 жовтня 2011. - Під час монгольської навали в Європу з 1241 до 1242 рік стародавні монголи і хорвати протистояли одні одним у битвах у Паннонії та Далмації. - МЗЄС Хорватії: двосторонні договори з Монголією - Почесне консульство Монголії в Загребі - МЗС Монголії: перелік двосторонніх договорів з Хорватією (тільки монгольською) |
| Північна Корея          | 1992-11-30                | - Хорватія представлена у Північній Кореї через своє посольство в Китаї (у Пекіні). - Північна Корея представлена в Хорватії через своє посольство в Румунії (у Бухаресті). - У січні 2016 року Північну Корею відвідав колишній президент Хорватії Стіпе Месич. |
| Південна Корея          | 1992-11-18                | - Встановлення дипломатичних відносин між Хорватією та Південною Кореєю розпочалося 18 листопада 1992. - Хорватія має посольство в Сеулі. - Південна Корея має посольство в Загребі. - Президент Хорватії Стіпе Месич відвідав Південну Корею у квітні 2006. |

### Океанія
| Країна        | Почато офіційні відносини | Примітки |
| ------------- | ------------------------- | --- |
| Австралія     | 1992-02-13                | - Австралія має посольство в Загребі. - Хорватія має посольство в Канберрі та 3 генеральні консульства у Мельбурні, Перті і Сіднеї. - За час з 2006 року 118 051 мешканець Австралії визнавав себе хорватом. Австралійське міністерство закордонних справ вважає, що в Австралії живуть близько 150 тисяч хорватів, а хорватська громада в Австралії стверджує, що налічує 250 000 членів. - Міністерство закордонних справ і торгівлі Австралії про відносини з Хорватією - Хорватське МЗС: перелік двосторонніх договорів з Австралією |
| Науру         | 2000-12-14                | - Хорватія представлена в Науру через своє посольство в Австралії (в Канберрі). - Науру не представлене в Хорватії. |
| Нова Зеландія | 1992-02-25                | - Хорватія представлена в Новій Зеландії через своє посольство в Австралії (в Канберрі) та через консульство в Окленді. - Нова Зеландія представлена в Хорватії через своє посольство в Італії (в Римі) та почесне консульство в Загребі. - За даними хорватської громади, чисельність хорватів, які проживають у Новій Зеландії, становить приблизно від 20 до 60 тисяч. - Хорватське міністерство закордонних справ і європейської інтеграції: перелік двосторонніх договорів з Новою Зеландією                                        |
| Самоа         | 1994-03-08                | - Хорватія представлена на Самоа через своє посольство в Австралії (в Канберрі). - Самоа не представлене в Хорватії. |

### Америка

#### Карибський басейн
| Країна                   | Почато офіційні відносини | Примітки |
| ------------------------ | ------------------------- | --- |
| Антигуа і Барбуда        | 1999-09-20                | - Хорватія представлена в Антигуа і Барбуда через своє Постійне представництво при Організації Об'єднаних Націй у Нью-Йорку. - Антигуа і Барбуда представлена в Хорватії через своє посольство у Відні. |
| Гренада                  | 2000-05-19                | - Хорватія представлена в Гренаді через своє Постійне представництво при ООН у Нью-Йорку. |
| Домініка                 | 2013                      | - Спільне комюніке про встановлення дипломатичних відносин між Республікою Хорватія та Співдружністю Домініки було підписано 30 липня 2013 р. |
| Куба                     | 1992-09-23                | - Хорватія представлена на Кубі через своє посольство у Мадриді. - Куба представлена в Хорватії через своє посольство у Відні. - Президент Хорватії Стіпе Месич відвідав Кубу з офіційним візитом у вересні 2009 року. - Хорватія та Куба підписали 16 угод про співробітництво. - Хорватське МЗС: перелік двосторонніх договорів із Кубою) |
| Сент-Вінсент і Гренадини | 1994-10-07                | - Хорватія представлена в Сент-Вінсенті і Гренадинах через своє Постійне представництво при ООН у Нью-Йорку |
| Сент-Люсія               | 1997-12-10                | - Хорватія представлена в Сент-Люсії через своє Постійне представництво при ООН у Нью-Йорку |
| Ямайка                   | 1996-10-09                | - Хорватія представлена на Ямайці через своє Постійне представництво при ООН у Нью-Йорку |

#### Латинська Америка
| Країна            | Почато офіційні відносини | Примітки |
| ----------------- | ------------------------- | --- |
| Аргентина         | 1992-04-13                | Див. аргентинсько-хорватські відносини - Хорватія має посольство у Буенос-Айресі. - Аргентина представлена в Хорватії через своє посольство в Угорщині та консульство в Загребі. - Більш ніж 400 000 аргентинців мають хорватське походження. - Список договорів, що регулюють відносини Аргентини і Хорватії (Міністерство закордонних справ Аргентини, іспанською мовою) |
| Багамські Острови | 2017-01-31                | - Спільне комюніке про встановлення дипломатичних відносин між Республікою Хорватія та Багамськими Островами було підписано 31 січня 2017 р. |
| Болівія           | 1992-11-26                | - Хорватія представлена у Болівії через своє посольство в Чилі (у місті Сантьяго) та 2 консульства в Санта-Крус-де-ла-Сьєрра і Кочабамба. - Болівія представлена в Хорватії через своє посольство в Австрії. |
| Бразилія          | 1992-12-23                | - Бразилія має посольство в Загребі. - Хорватія має посольство у Бразиліа і консульство в Сан-Пауло. |
| Чилі              | 1992-04-15                | - Чилі має посольство в Загребі та 3 консульства в Загребі, Рієці і Спліті. - Хорватія має посольство в Сантьяго і 2 консульства в Антофагасті і Пунта-Аренас. |
| Колумбія          | 1995-04-25                | - Колумбія представлена в Хорватії через своє посольство в Австрії (у Відні). - Хорватія представлена в Колумбії через своє посольство у Бразилії (у Бразиліа). - Хорватія визначається як союзник Колумбії у війні з наркотиками і як приклад для наслідування у постконфліктній ситуації.                                                                                |
| Коста-Рика        | 1995-10-19                | - Хорватія представлена в Коста-Риці через своє Постійне представництво при Організації Об'єднаних Націй у Нью-Йорку. - Коста-Рика представлена в Хорватії через своє посольство в Австрії (у Відні). |
| Еквадор           | 1996-02-22                | - Хорватія представлена в Еквадорі через своє посольство в Чилі (в Сантьяго). - Еквадор представлений у Хорватії через своє посольство в Угорщині (у Будапешті). |
| Сальвадор         | 1997-07-24                | - Хорватія представлена в Сальвадорі через своє Постійне представництво при Організації Об'єднаних Націй у Нью-Йорку. - Сальвадор не представлений у Хорватії. |
| Гватемала         | 1992-12-22                | - Хорватія представлена у Гватемалі через своє Постійне представництво при Організації Об'єднаних Націй у Нью-Йорку. - Гватемала не представлена в Хорватії. |
| Гондурас          | 1999-09-20                | - Хорватія представлена в Гондурасі через своє Постійне представництво при Організації Об'єднаних Націй у Нью-Йорку. - Гондурас не представлений у Хорватії. |
| Мексика           | 1992-12-06                | Див. мексикансько-хорватські відносини - Хорватія представлена у Мексиці через своє посольство у США (у Вашингтоні) та консульство у Мехіко. - Мексика представлена в Хорватії через своє посольство в Угорщині (у Будапешті) та консульства в Загребі і Спліті. |
| Нікарагуа         | 1996-03-29                | - Хорватія представлена в Нікарагуа через своє Постійне представництво при Організації Об'єднаних Націй у Нью-Йорку і посольство у Бразилії (у Бразиліа). - Нікарагуа не представлене в Хорватії. |
| Панама            | 1996-06-12                | - Хорватія представлена у Панамі через своє посольство у США (у Вашингтоні). - Панама представлена в Хорватії через своє посольство в Греції (у Піреї). |
| Парагвай          | 1992-03-13                | - Хорватія представлена у Парагваї через своє посольство в Аргентині (у Буенос-Айресі). - Парагвай не представлений у Хорватії. |
| Перу              | 1993-01-12                | - Хорватія представлена у Перу через своє посольство в Чилі (в Сантьяго) та консульство в Лімі. - Перу представлене в Хорватії через своє посольство в Румунії (у Бухаресті) та консульство в Загребі. - У Перу проживає близько 6 500 осіб хорватського походження. |
| Суринам           | 1997-12-17                | - Хорватія представлена в Суринам через своє Постійне представництво при Організації Об'єднаних Націй у Нью-Йорку і посольство у Бразилії (у Бразиліа). - Суринам не представлений у Хорватії. |
| Уругвай           | 1993 -05-04               | - Хорватія представлена в Уругваї через своє посольство в Аргентині (у Буенос-Айресі) та консульство у Монтевідео. - Уругвай не представлений у Хорватії. - За оцінками ООН, в Уругваї проживають близько 3 300 осіб хорватського походження. Інші оцінюють цей показник на рівні близько 5 000.                                                                           |
| Венесуела         | 1992-10-09                | - Хорватія представлена у Венесуелі через своє посольство у Бразилії (у Бразиліа). - Венесуела представлена в Хорватії через своє посольство в Австрії (у Відні). |

#### Північна Америка
| Країна | Почато офіційні відносини | Примітки |
| ------ | ------------------------- | --- |
| Канада | 1993-04-14                | Див. канадсько-хорватські відносини - Хорватія має посольство в Оттаві та 2 консульства у Міссісозі і Сент-Джоні. - Канада має посольство в Загребі. - Обидві країни є членами НАТО.                                                                                   |
| США    | 1992-08-11                | Див. американсько-хорватські відносини - Хорватія має посольство у Вашингтоні та 7 консульств у Нью-Йорку, Лос-Анджелесі, Чикаго, Сіетлі, Канзас-Сіті, Пітсбурзі, Г'юстоні та Анкоріджі. - Сполучені Штати мають посольство у Загребі. - Обидві країни є членами НАТО. |

### Немає дипломатичних відносин
Хорватія не встановила дипломатичних відносин із такими 19 державами-членами ООН:
| Країна                           |
| -------------------------------- |
| Сент-Кіттс і Невіс               |
| Бутан                            |
| Острови Кука                     |
| Кірибаті                         |
| Маршаллові Острови               |
| Ніуе                             |
| Палау                            |
| Соломонові Острови               |
| Тонга                            |
| Тувалу                           |
| Бурунді                          |
| Центральноафриканська Республіка |
| Джибуті                          |
| Ліберія                          |
| Нігер                            |
| Руанда                           |
| Сомалі                           |
| Південний Судан                  |
| Есватіні                         |

Хорватія не встановила дипломатичних відносин із такими 9 державами з обмеженим визнанням:
| Країна                                     |
| ------------------------------------------ |
| Республіка Абхазія                         |
| Китайська Республіка                       |
| Північний Кіпр                             |
| Палестинська держава                       |
| Сахарська Арабська Демократична Республіка |
| Південна Осетія                            |
| Нагірно-Карабаська Республіка              |
| Придністров'я                              |
| Сомаліленд                                 |